# Signmyrocket.com
Signmyrocket.com是一個眾籌網站，在2022年俄羅斯入侵烏克蘭後，人們可以付費將他們的訊息寫在烏克蘭武裝部隊使用的彈藥和設備上。當捐款人付費40美元到數千美元不等的捐款，烏克蘭士兵就會用麥克筆在彈藥上寫下一條訊息，並向捐款人發送朝俄羅斯軍隊發射寫下訊息的砲彈之照片或影片。捐款將被送往陸軍、退伍軍人及其家屬援助中心，該中心為烏克蘭武裝部隊購買設備。
該眾籌平台於2022年5月在由烏克蘭IT學生安東·索科連科（Антон Соколенко）創建的Telegram頻道上展開。2022年7月，他的合夥人伊萬·科萊斯尼克（Іван Колесник） 和「數字機構網絡交易」（WebDeal Digital Agency）創建了一個眾籌平台網站，以方便國際捐款人訪問，改良大部分流程並將項目規模提升到新的水平。
截至2022年8月30日，該網站已籌集了近30萬美元，並用捐款購買了29輛汽車、15架無人機和4部星鏈通訊模組。

## 另見
- 人民的旗手
- 聖標槍
- 聯合24

## 外部鏈接
- 官方网站